# Грейс Рід
Грейс Рід (англ. Grace Reid, 9 травня 1996) — британська стрибунка у воду.
Учасниця Олімпійських Ігор 2016, 2020 років.
Призерка Чемпіонату світу з водних видів спорту 2017 року.
Чемпіонка Європи з водних видів спорту 2016, 2018 років.
Переможниця Ігор Співдружності 2018 року.